# 헤티엔 박
헤티엔 박(Hettienne Park, 1983년 3월 7일 ~ )은 미국의 배우이다.

## 출연 작품
- 돈 룩 업 (2021) - 조슬린 콜더 역
- 한니발 시즌3 (2015)
- 한니발 시즌2 (2014)
- 한니발 시즌1 (2013)
- 영 어덜트 (2011)
- 신부들의 전쟁 (2009)
- 물고기 공주 (2007)
- 두번째 사랑 (2007)
- 법과 질서 (1990)